# 尼尔斯·图林·尼尔森
尼尔斯·孔戈·图林·尼尔森（丹麥語：Niels Congo Turin Nielsen，1887年1月22日—1964年6月9日），丹麦前男子竞技体操运动员。他曾代表丹麦获得1920年夏季奥运会体操比赛男子团体自由式金牌。